# Meitner (cratère de Vénus)
Pour les articles homonymes, voir Meitner.
Meitner est un cratère d'impact sur la planète Vénus.